# Stichopogon punctum
Stichopogon punctum là một loài ruồi trong họ Asilidae. Stichopogon punctum được Loew miêu tả năm 1851.